# Adžárie
Adžárie nebo Adžarsko, oficiálně Adžarská autonomní republika (gruzínsky აჭარის ავტონომიური რესპუბლიკა), je jednou ze dvou gruzínských autonomních republik, druhou autonomní republikou je Abcházie. Rozkládá se v jihozápadní Gruzii, při hranicích s Tureckem a na východním pobřeží Černého moře. Země je mimo jiné známá jako eminentní přímořská lázeňská oblast. Administrativním a hospodářským centrem této republiky je přístavní město Batumi, které je zároveň 2. největší město Gruzie.

## Dějiny
Adžárie byla ve starověku součástí přímořského království Kolchida a později Kavkazské Ibérie, jejího mocného souseda. V 5. století př. n. l. oblast zkolonizovali Řekové a během 2. století př. n. l. Adžárii ovládli Římané. Ve středověku byla potom součástí křesťanského království Egrisi, jež navazovalo na odkaz Kolchidy. V 9. století se Adžárie stala spolu s dalšími gruzínskými zeměmi součástí Gruzínského království.

Politická mapa Kavkazu v sovětských dobách s vyznačenou Adžarskou ASSR

Díky nadvládě Osmanské říše se v Adžárii rozšířil během novověku islám. Dnes tedy muslimové tvoří významnou část místní populace, takže je tento region v Gruzii poněkud ojedinělým a plynou z toho i některé historické události. V roce 1878 byla Adžárie znovu připojena ke Gruzii, jež byla pod ruskou nadvládou. Po první světové válce bylo Batumi sídlem nejprve britských expedičních vojsk, jež byly v roce 1920 vystřídány tureckou vojenskou správou. Dle mírových rozhovorů v Karsu byla Adžárie Turky uznána jako nedílná součást sovětské Gruzie. 16. července 1921 byla na základě dohod s Tureckem vytvořena Adžarská autonomní sovětská socialistická republika, aby v ní byli ochráněni obyvatelé islámského vyznání.

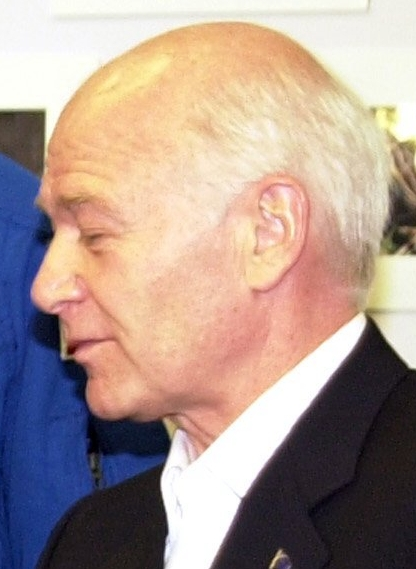
Aslan Abašidze, nejvyšší představitel Adžárie v letech 1991–2004

V letech 1991 až 2004 byla Adžárie součástí roztříštěné Gruzie a vybudovala si na centrální vládě reálnou autonomii mimo jiné díky svérázné vládě Aslana Abašidzeho, bývalého předsedy Nejvyšší rady Adžárie. Ten se zasloužil o to, že byla Adžárie ušetřena událostí, jež měly za následek občanskou válku v letech 1993 až 1994. Díky tomu z ní vybudoval nejbohatší region v rámci Gruzie, ovšem byl často obviňován, že napomáhal organizovanému zločinu a pašování, aby se obohatil a pomohl nelegálně vylepšit hospodaření své téměř nezávislé země. Vláda Gruzie však v této epoše situaci v Adžárii nevěnovala pozornost.
V návaznosti na tzv. Růžovou revoluci, při níž byl stávající gruzínský prezident Eduard Ševardnadze nahrazen Michailem Saakašvilim, rostlo napětí mezi adžárským vedením a novou ústřední gruzínskou vládou, která si vytkla za cíl omezení separatistických snah všech tří gruzínských samozvaných autonomních republik. Požadovala především odzbrojení adžárských sil věrných Abašidzemu. Konflikt málem přerostl v ozbrojený boj, ale nedošlo k němu, protože v témže roce vypukly v Batumi masové protesty proti Abašidzeho autokratické vládě, jež byly podníceny sankcemi a ultimáty ze strany gruzínské vlády. V květnu 2004 tedy Aslan Abašidze rezignoval a uprchl do Ruska. Následně byly vyhlášeny nové volby a přijaty zákony, jež přepracovaly adžarskou formu autonomie, a k moci se v Adžárii dostal Levan Varšalomidze. Adžárie je momentálně v rámci Gruzie de iure autonomní, nicméně de facto spadá pod kontrolu ústřední vlády Gruzie.
Letitým problémem byla dlouholetá přítomnost Ruské armády na území Adžárie, která měla pouze „dohlížet“ na situaci. V roce 2005 proběhla série jednání mezi Gruzií a Ruskem ohledně stažení ruských vojáků. V roce 2007 byla základna v Batumi vrácena Gruzíncům.

## Symboly

### Vlajka
Adžarská vlajka je tvořena listem o poměru stran 2:3 se sedmi, střídavě tmavomodrými a bílými, vodorovnými pruhy a gruzínskou vlajkou v kantonu.

## Politika a administrativní uspořádání

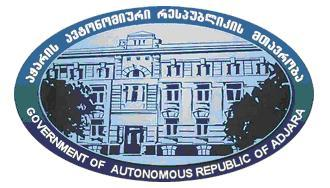
Logo vlády Adžárie

Adžárie je jediným autonomním územím Gruzie, které je i přes léta rozporů s centrální tbiliskou vládou součástí této zakavkazské republiky.

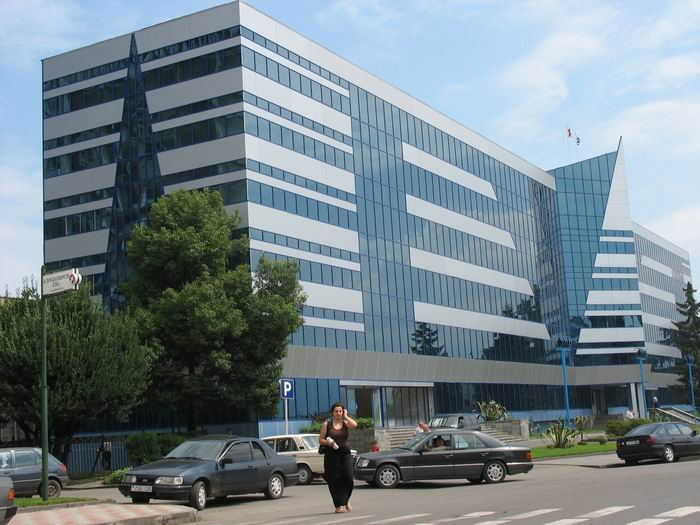
Sídlo vlády Adžárie v Batumi

Existence Adžarské autonomní republiky je zakotvena v adžarské ústavě a v gruzínském zákoně o Adžárii, který byl přijat po sesazení Aslana Abašidzeho. Adžárie má vlastní parlament a hlavu regionální vlády, která je však dosazena centrální vládou v Tbilisi, spolu s celou Radou ministrů Adžárie, kterou ve funkci potvrzuje prezident. Ten má zároveň právo rozpustit adžarský parlament i vládu a má právo vetovat adžarské zákony, jež jsou v rozporu s gruzínskou ústavou.
Od 21. července roku 2018 je předsedou adžarské vlády Tornike Rizhvadze.
Adžárie je rozdělena do šesti dílčích územních celků:
| Název                    | Rozloha | Populace dle údajů z roku 2014 |
| ------------------------ | ------- | ------------------------------ |
| Hlavní město Batumi      | –       | 152 839                        |
| Municipalita Keda        | 452 km² | 16 760                         |
| Municipalita Kobuleti    | 720 km² | 74 794                         |
| Municipalita Chelvačauri | 410 km² | 51 189                         |
| Municipalita Šuachevi    | 588 km² | 15 044                         |
| Municipalita Chulo       | 710 km² | 23 327                         |

## Obyvatelstvo
Adžarové hovoří gruzínským dialektem, jenž je ovlivněn turečtinou a kavkazskými jazyky, jimiž se v oblasti mluvilo v daleké minulosti. Považují se tedy za samostatný národ. Od pravoslavných Gruzínců se odlišují náboženstvím – islámem, který přijali během osmanské nadvlády. Zdaleka ne všichni obyvatelé Adžárie jsou však muslimové. Dle údajů z roku 2014 se 54,5 % obyvatel Adžárie hlásilo ke gruzínské ortodoxní církvi a pouze 39,8 % k islámu. V Adžárii se domluvíte bez problémů rusky (rozhodně tam mluví tímto jazykem více lidí než např. v Tbilisi) a v Batumi u moře i anglicky.
Mezi minority patří Rusové, Arméni, Řekové a Abchazové.

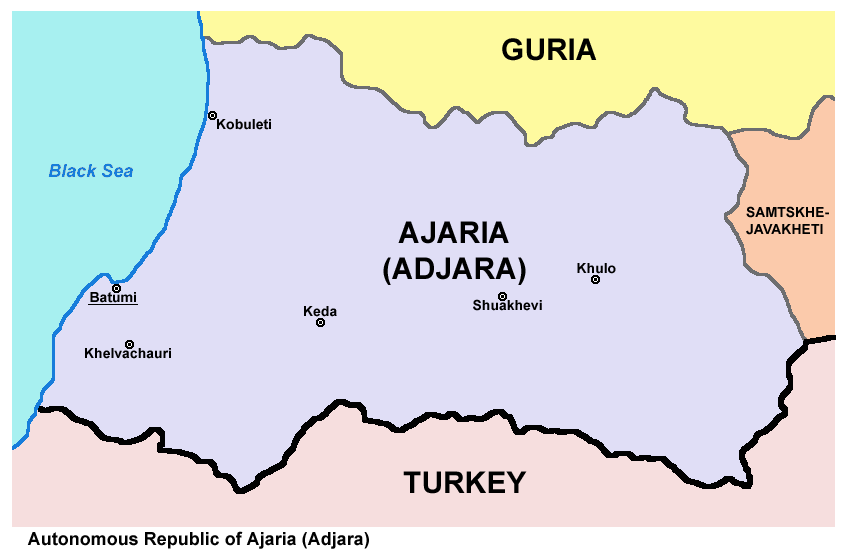
Mapa